# Claudiu Keșerü
Claudiu Keșerü (Oradea, Rumania, 2 de diciembre de 1986) es un futbolista rumano. Juega de delantero y su equipo es el F. C. UTA Arad.

## Selección nacional
Ha sido internacional con la selección de fútbol sub-21 de Rumania y con la absoluta.

## Clubes
| Club                        | País     | Año       |
| --------------------------- | -------- | --------- |
| F. C. Bihor                 | Rumania  | 2002-2003 |
| F. C. Nantes                | Francia  | 2003-2008 |
| F. C. Libourne              | Francia  | 2008      |
| F. C. Nantes                | Francia  | 2008-2009 |
| Tours F. C.                 | Francia  | 2009      |
| F. C. Nantes                | Francia  | 2009-2010 |
| Angers S. C. O.             | Francia  | 2010-2013 |
| S. C. Bastia                | Francia  | 2013-2014 |
| Steaua Bucuresti            | Rumanía  | 2014-2015 |
| Al Gharafa                  | Catar    | 2015      |
| P. F. C. Ludogorets Razgrad | Bulgaria | 2015-2021 |
| FCSB                        | Rumania  | 2021-2022 |
| F. C. UTA Arad              | Rumania  | 2022-     |

## Palmarés

### Títulos nacionales
| Título                   | Club                        | País     | Año     |
| ------------------------ | --------------------------- | -------- | ------- |
| Liga I                   | Steaua Bucarest             | Rumania  | 2013-14 |
| Primera Liga de Bulgaria | P. F. C. Ludogorets Razgrad | Bulgaria | 2015-16 |
| Primera Liga de Bulgaria | P. F. C. Ludogorets Razgrad | Bulgaria | 2016-17 |
| Primera Liga de Bulgaria | P. F. C. Ludogorets Razgrad | Bulgaria | 2017-18 |
| Supercopa de Bulgaria    | P. F. C. Ludogorets Razgrad | Bulgaria | 2018    |
| Primera Liga de Bulgaria | P. F. C. Ludogorets Razgrad | Bulgaria | 2018-19 |
| Supercopa de Bulgaria    | P. F. C. Ludogorets Razgrad | Bulgaria | 2019    |
| Primera Liga de Bulgaria | P. F. C. Ludogorets Razgrad | Bulgaria | 2019-20 |
| Primera Liga de Bulgaria | P. F. C. Ludogorets Razgrad | Bulgaria | 2020-21 |
| Supercopa de Bulgaria    | P. F. C. Ludogorets Razgrad | Bulgaria | 2021    |